# Henry Sully
Henri Sully est horloger anglais du XVIIIe siècle né en 1680 et mort à Paris en décembre 1728. 
C’est l’un des artistes qui ont le plus contribué aux progrès de l’horlogerie. Il mérita l’estime de Newton par ses recherches sur les longitudes, vint à Paris, où, il abjura l’anglicanisme et s’y concilia la sympathie du duc d’Orléans, qui lui fit exécuter une pendule à levier pour mesurer le temps en mer. 
Il a construit la méridienne de l'église Saint-Sulpice.

## Biographie
Formé par l'horloger anglais Charles Gretton, Henry Sully présente un chronomètre de marine pour la détermination des longitudes à l'Académie des sciences de Paris en 1716. Il établit une fabrique de montres à Versailles en 1718. 
Henry Sully travaille avec le maître horloger Julien Le Roy. Son travail est poursuivi en France par Pierre Le Roy et Ferdinand Berthoud. 
Peu après la publication de sa Description abrégée d'horloge, en 1726, John Harrison commence à travailler au développement de sa propre horloge de marine.

## Œuvres
On a de lui : 
- Règle artificielle du temps (Paris, 1717, in-8°) ;
- Méthode pour régler les montres et les pendules (Paris, 1728, in-8°).

## Source
« Henry Sully », dans Pierre Larousse, Grand dictionnaire universel du XIXe siècle, Paris, Administration du grand dictionnaire universel, 15 vol., 1863-1890 [détail des éditions].